# 西唐津站

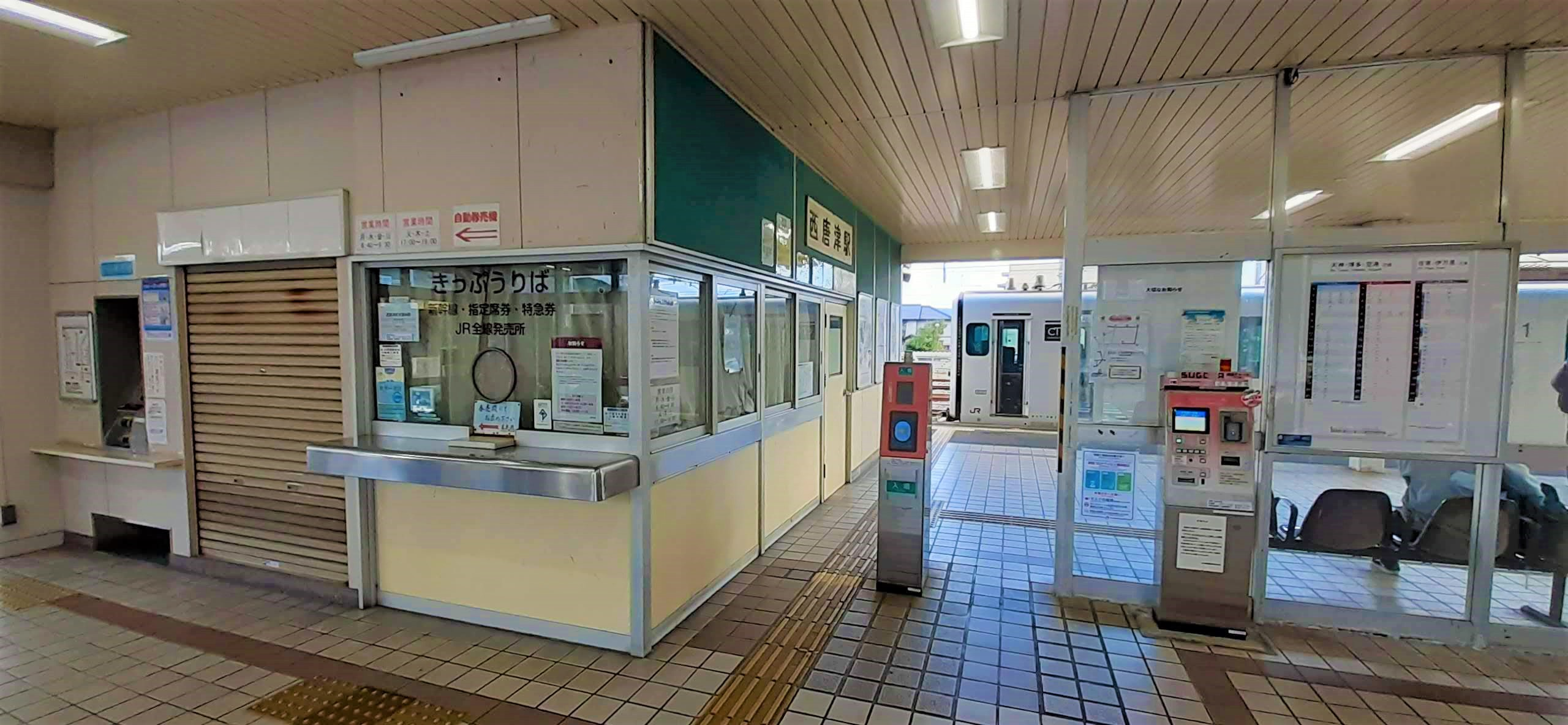
閘口

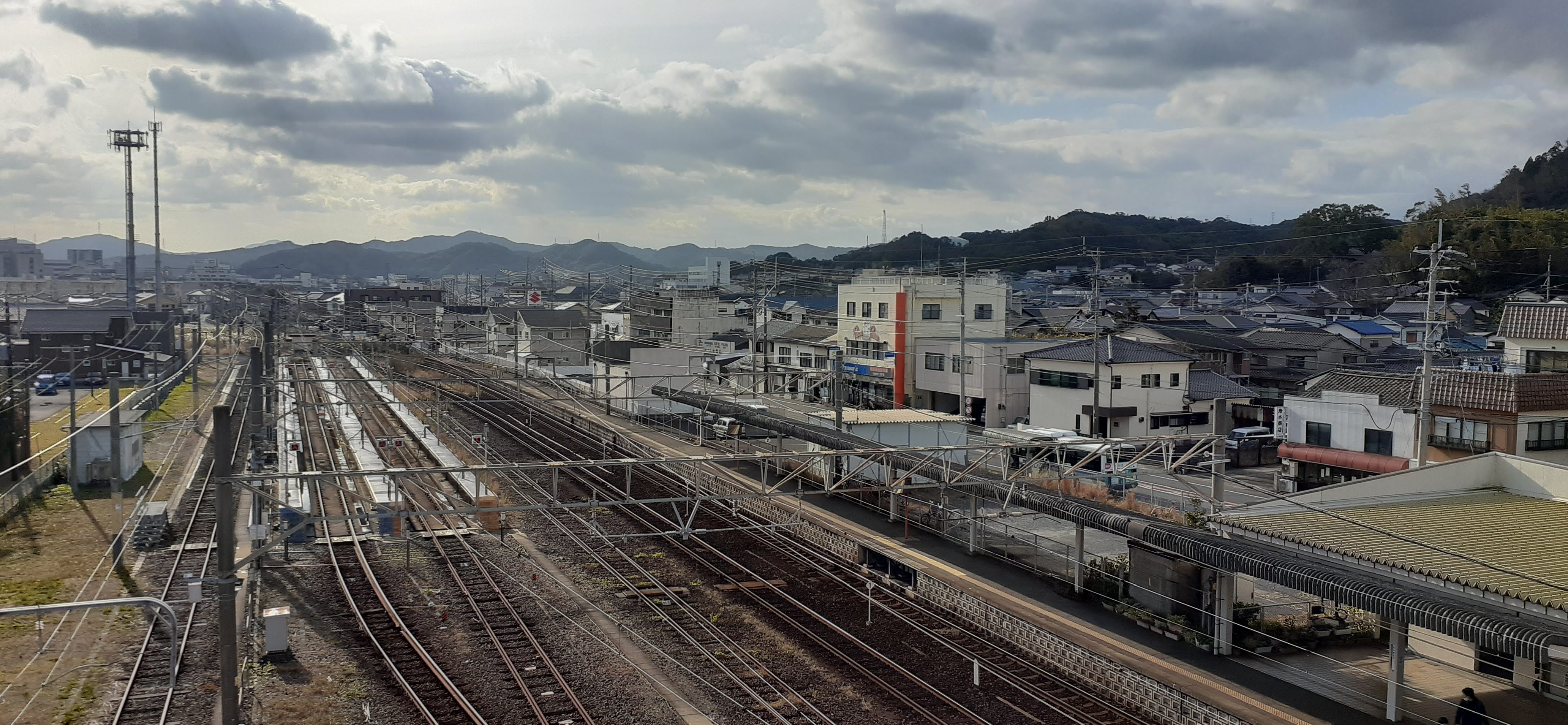
站內與月台

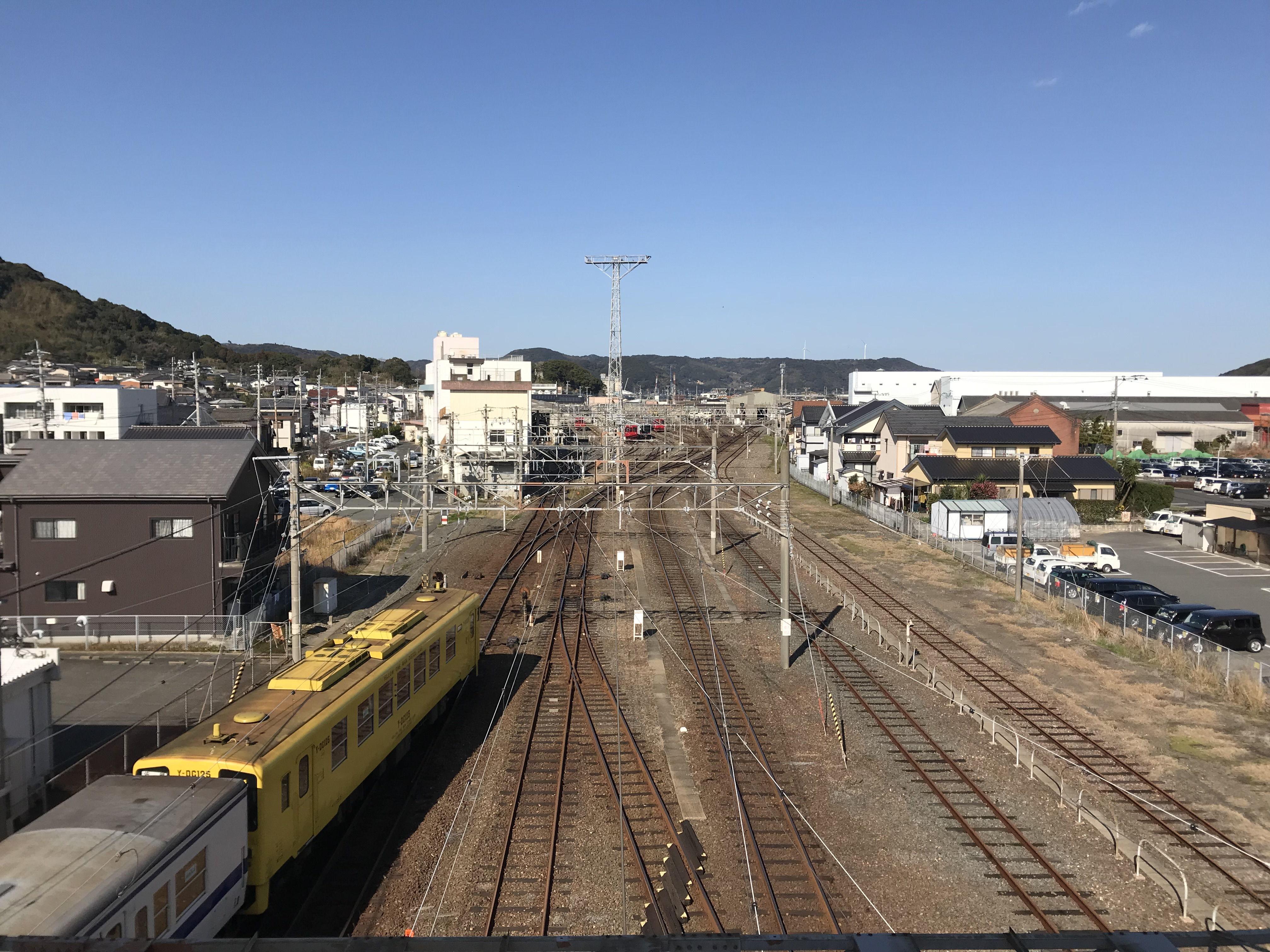
站內的車輛基地（唐津鐵道事業部）

西唐津站（日语：／ Nishi-Karatsu eki */?）是位於佐賀縣唐津市二タ子二丁目1番15號，九州旅客鐵道（JR九州）的唐津線車站。為該線的終點站。
半數以上筑肥線東邊區間（姪濱至唐津之間）的列車均會駛入至此站。另外，於早上和黃昏設有筑肥線西邊區間（山本至伊萬里之間）的列車會駛入至此站。此站為佐賀縣最北車站。

## 歷史
- 1898年12月1日：唐津興業鐵道（後來為唐津鐵道（日语：唐津鉄道），唐津線前身）山本站至大島站（現已廢止）開通，此站啟用。當時此站名為妙見站（日语：／）。
- 1902年2月23日：唐津鐵道被九州鐵道合併[1][2]。
- 1905年10月11日：車站改名為西唐津站。
- 1907年7月1日：九州鐵道（第一代）被國有化，成為帝國鐵道廳車站[3][4][5]。
- 1982年：

- 8月：現時的站房竣工。
- 11月15日：此站與大島站之間的貨物支線廢止。

- 1983年3月22日：唐津線本站～唐津間電化。同日降為無人車站（隨後再次設有車站職員當值）
- 1987年4月1日：隨國鐵分割民營化，車站由九州旅客鐵道（JR九州）營運[6]。
- 1994年3月28日：於站內直營的便利店生活列車（日语：生活列車）開幕[7]。
- 2010年3月13日：此站可以使用IC卡「SUGOCA」[8]。

## 車站構造
車站是一座地面車站，設有1面1線的單式月台。車站範圍較大，除了上述月台外，也有2條沒有月台的副本線和多條側線。當中側線是位於唐津鐵道事業部唐津運輸中心內，該處主要放置多架筑肥線電動列車。另外，唐津線唐津站至此站之間的路軌已經電氣化。
此站設有CTC中心，管理唐津線與筑肥線西邊區間。此站在勤的JR九州職員會負責管理列車運行與站內車輛調度業務。

## 利用狀況
以下是1日平均乘車人次變化：
| 乘車人次變化 | 乘車人次變化 | 乘車人次變化 |
| 年度         | 1日平均人次  | 出處         |
| ------------ | ------------ | ------------ |
| 2000         | 409          | [ 統計 1 ]   |
| 2001         | 421          | [ 統計 1 ]   |
| 2002         | 393          | [ 統計 1 ]   |
| 2003         | 384          | [ 統計 1 ]   |
| 2004         | 379          | [ 統計 1 ]   |
| 2005         | 360          | [ 統計 1 ]   |
| 2006         | 373          | [ 統計 1 ]   |
| 2007         | 431          | [ 統計 1 ]   |
| 2008         | 498          | [ 統計 1 ]   |
| 2009         | 500          | [ 統計 1 ]   |
| 2010         | 493          | [ 統計 1 ]   |
| 2011         | 474          | [ 統計 1 ]   |
| 2012         | 482          | [ 統計 1 ]   |
| 2013         | 492          | [ 統計 1 ]   |
| 2014         | 497          | [ 統計 2 ]   |
| 2015         | 503          | [ 統計 3 ]   |
| 2016         | 502          | [ 統計 4 ]   |
| 2017         | 524          | [ 統計 5 ]   |
| 2018         | 494          | [ 統計 6 ]   |
| 2019         | 503          | [ 統計 7 ]   |
| 2020         | 381          | [ 統計 8 ]   |
| 2021         | 380          | [ 統計 9 ]   |
| 2022         | 278          | [ 統計 10 ]  |
| 2023         | 411          | [ 統計 11 ]  |

## 車站周邊
- 衣干山（日语：衣干山）
- 唐津警署（日语：唐津警察署）
- 唐津市消防總部
- 唐津市高齡者親睦會館Rifure
- 唐津紅十字醫院（日语：唐津赤十字病院）
- 九州電力唐津發電站（日语：唐津発電所）
- 西唐津郵局
- 唐津二タ子郵局
- 唐津市立西唐津中學
- 唐津市立西唐津小學（日语：唐津市立西唐津小学校）
- 國道204號
- 唐津東港（日语：唐津港）

## 巴士路線
在站前的國道上設有昭和巴士「西唐津站前」巴士站。停靠的巴士路線前往唐津市中心（大手口、市民場前）方向和呼子町、玄海町方向。

## 相鄰車站
九州旅客鐵道（JR九州）
■唐津線
唐津－西唐津
 筑肥線（姪濱方向）（唐津站至此站之間為唐津線）
■快速、■普通
唐津（JK20）－西唐津（JK21）
■筑肥線（伊萬里方向）（此站至山本站之間為唐津線）
西唐津－唐津

### 統計數據
1. ↑  佐賀縣統計年鑑
2. ↑  佐賀縣統計年鑑（平成27年度）第12章　運輸及び通信—12.7 鉄道乗降客数及び貨物発着トン数
3. ↑  佐賀縣統計年鑑（平成28年度）第12章　運輸及び通信—12.7 鉄道乗降客数及び貨物発着トン数
4. ↑   (PDF). 九州旅客鉄道.   [2024-03-01]. （原始内容 (PDF)存档于2017-08-01） （日语）.
5. ↑   (PDF). 九州旅客鉄道.   [2024-03-01]. （原始内容 (PDF)存档于2019-07-06） （日语）.
6. ↑   (PDF). 九州旅客鉄道.   [2018-07-13]. （原始内容存档 (PDF)于2019-12-06） （日语）.
7. ↑  駅別乗車人員上位300駅（2019年度） （页面存档备份，存于），JR九州。
8. ↑  駅別乗車人員上位300駅（2020年度） （页面存档备份，存于），JR九州。
9. ↑  駅別乗車人員上位300駅（2021年度） （页面存档备份，存于），JR九州。
10. ↑  駅別乗車人員上位300駅（2022年度） （页面存档备份，存于），JR九州。
11. ↑   (PDF).   [2025-04-24]. （原始内容存档 (PDF)于2024-09-19）.

## 外部連結
- JR九州西唐津車站網頁 （页面存档备份，存于）